# Trichosteleum schlimii
Trichosteleum schlimii là một loài rêu trong họ Sematophyllaceae. Loài này được (Müll. Hal.) R.S. Williams mô tả khoa học đầu tiên năm 1930.